# Morgan Peak, Antarktis (nord)
Morgan Peak är en bergstopp i Antarktis. Den ligger i Västantarktis. Argentina, Chile och Storbritannien gör anspråk på området. Toppen på Morgan Peak är 383 meter över havet. Morgan Peak ingår i Princess Royal Range.
Terrängen runt Morgan Peak är huvudsakligen kuperad, men norrut är den platt. Havet är nära Morgan Peak åt nordost. Trakten är glest befolkad. Närmaste befolkade plats är Rothera Research Station, 16,2 kilometer söder om Morgan Peak. 